# Lazard

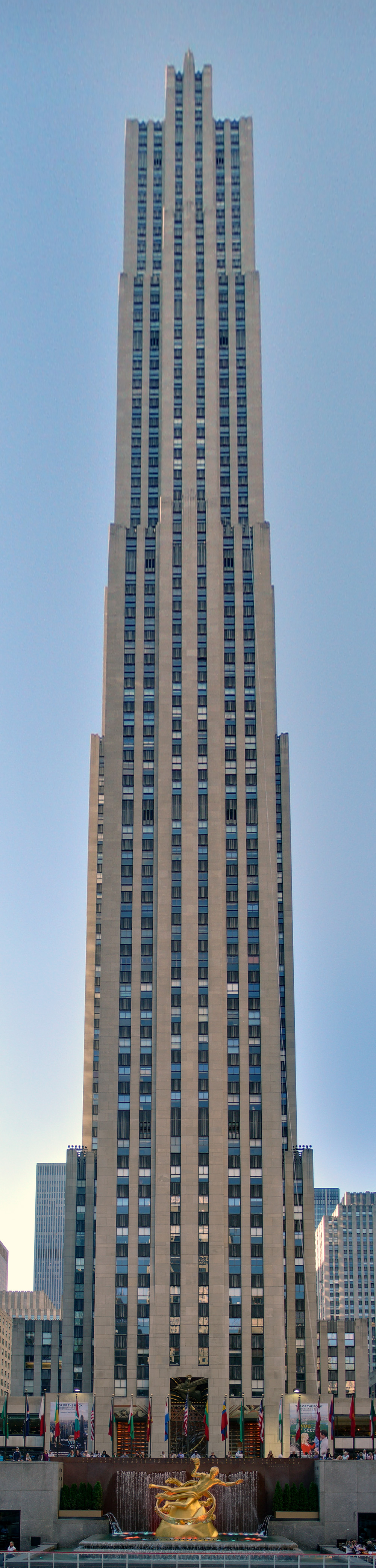
Der Eingangsbereich des Bürogebäudes Lazard – Teil des Rockefeller-Center-Komplexes in New York (GE Building).

Lazard Inc. ist eine US-amerikanische Investmentbank mit Hauptsitz in New York City. Sie ist eine der weltweit größten Investmentbanken mit Büros in 26 Ländern und begründete in den 1960er Jahren das Mergers & Acquisitions-Geschäft als Spezialgebiet des Investment-Banking.
Das verwaltete Vermögen der Asset-Management-Sparte lag im September 2018 bei 240 Mrd. US-Dollar. Lazard Inc. ist nicht zu verwechseln mit dem ehemaligen deutsch-jüdischen Bankhaus „Lazard Speyer-Ellissen“.

## Geschichte
Lazard wurde 1848 in New Orleans von den elsässisch-jüdischen Brüdern Alexandre, Simon und Elie Lazard als Handelsgesellschaft Lazard Frères & Co. gegründet (es handelte sich zunächst um ein Kurzwarengeschäft) und während des Goldrausches nach San Francisco, Kalifornien verlagert. Die drei Brüder waren erst 1848 in Amerika eingewandert. In San Francisco stiegen sie in den Goldhandel ein und gründeten bald darauf die Bank mit Hauptsitz in New York.
In der zweiten Hälfte des 19. Jahrhunderts entstanden weitere Niederlassungen in New York sowie in Paris und London. 1880 erlangte Alexandre Weill, ein Vetter der Gründer, die Kontrolle über die Gesellschaft. 1919 wurden die drei Häuser in New York, Paris und London, bedingt durch britische Gesetzgebung, die ausländische Kontrolle von Unternehmen regulierte, de facto zu eigenständigen Unternehmen. Seit 1919 war so Pearson maßgeblich am Londoner Haus beteiligt. Nach dem Zweiten Weltkrieg gab es verschiedene Versuche zur Umgruppierung und Zusammenführung der Lazard-Banken, zur endgültigen Vereinigung kam es jedoch erst 2000 nach der Übernahme der Pearson-Anteile.
Das New Yorker Haus entschied sich nach dem Glass-Steagall Act von 1933 ganz für das Investmentbankinggeschäft und spezialisierte sich auf Firmenfusionen und -übernahmen (Mergers and Acquisitions). Heute ist Lazard die sechstgrößte Investmentbank für M&A (per Transaktionswert). Im Jahr 2005 erlangten die leitenden Angestellten des Unternehmens die Aktienmehrheit, und es erfolgte der Börsengang der Gesellschaft an der New York Stock Exchange. Im gleichen Jahr beschäftigte Lazard über 2.500 Mitarbeiter in Nordamerika, Europa und Asien.
Am 1. Januar 2024 wurde Lazard Ltd von einer „publicly traded partnership“ in eine „U.S. C-Corporation“ umgewandelt und änderte ihren Namen in Lazard, Inc.
Die ISIN wurde von BMG540501027 in US52110M1099 geändert.